# مغوان
مغوان (بالفارسية: مغوان) هي قرية تقع في أردبيل في إيران. يقدر عدد سكانها بـ 508 نسمة بحسب إحصاء 2016.